# In Amenas
In Amenas (en arabe :  إن أميناس) est une commune de la wilaya d'Illizi située dans le sud-est de l'Algérie, à la frontière avec la Libye. 

## Géographie

### Situation
La commune d'In Amenas est située au centre-nord de la wilaya d'Illizi, à la frontière avec la Libye. Elle est limitrophe des communes algériennes de Debdeb au nord, de Bordj Omar Driss à l'ouest, Illizi au sud et du district libyen de Nalout à l'est.
|                  | Debdeb    |                |
| Bordj Omar Driss | In Amenas | Nalout (Libye) |
|                  | Illizi    |                |

L'ensemble de la commune couvre une superficie de 14 913 km2.
In Amenas, le chef-lieu éponyme de la commune, est situé à 265 km au nord-est d'Illizi, à 815 km au sud-est d'Ouargla, à 730 km au sud-est d'Hassi Messaoud et à environ 1 500 km au sud-est d'Alger.
Les coordonnées géographiques de la commune au point central de son chef-lieu sont 28° 02′ 18″ Nord et 9° 33′ 54″ Est.

### Localités de la commune
La commune d'In Amenas est constituée à sa création de huit localités ou implantations assimilées :
- Centre CIS
- Zone industrielle
- Zarzaïtine
- Edjeleh
- El Adeb
- Larache
- Saut du Mouflon
- Ohanet

La commune compte deux principales agglomérations : son chef-lieu communal, In Amenas, et l'agglomération secondaire de Honet.

### Relief, géologie, hydrographie
Le bassin sédimentaire d’Illizi est situé dans l’est algérien, tout près de la frontière libyenne, au nord du massif des Tassilis des Ajjers. D’une superficie de 108 420 km², il a été le siège d’abondants travaux géologiques depuis la découverte en 1956 du gisement pétrolier d’Edjeleh, suivie de celles des gisements de Tin Fouyé, Zarzaïtine, Tiguentoutine, Alrar, Ohanet et Stah. Au cours de son histoire géologique, le bassin d’Illizi a été un bassin marin peu profond près d’une marge continentale soumise à une érosion qui a alimenté le dépôt d’une épaisse colonne sédimentaire d’âge paléozoïque. Une douzaine d’horizons de grès poreux y constituent des roches-réservoirs où se sont concentrés les hydrocarbures provenant par migration de roches-mères d’âge silurien. De haut en bas, les principaux réservoirs sont les suivants :
Trias : gisement d’El Ouar Sud.
Carbonifère (épaisseur de 30 mètres) : gisements d’Edjeleh, Tiguentourine, Zarzaïtine et Hassi Tabtab.
Dévonien (5 à 35 m.) : gisements d’Alrar, Stah, Mereksene, Ouan Diméta et Issaouane.
Ordovicien (10 à 500 m.) : gisements d’Hassi Tabtab, Assekaifaf,  Tin-Fouyé, In Amenas, Tiguentourine, Zarzaïtine, Irlalène, Djoua-Ouest, Ahara, Tinrhert, Gara-Tisselit, Tin Mesnaguéne, El-Adeb-Larach et Taradert.
Cambrien (250 m.) : gisements de l’Hansaténe-Ouest, Tiguentourine-Est, Ouan-Taredert et Dôme-à-Collenias.
Source : Agence Nationale pour la Valorisation des Ressources en Hydrocarbures (Alnaft)

### Climat
In Amenas a un climat désertique chaud (Classification de Köppen BWh) typique du Sahara avec des étés très longs et extrêmement chauds et des hivers courts et très doux. Le climat y est largement hyper-aride et extrêmement sec toute l'année puisque les précipitation annuelles moyennes sont environ de 23 mm. En été, la chaleur est extrême et prend un caractère persistant : les températures moyennes maximales sont constamment supérieures à 40 °C entre milieu mai et fin septembre mais tournent plutôt autour de 45 °C. Les températures sont agréables et modérément élevées en hiver mais seulement la journée car dans les étendues désertiques, il n'y a rien pour retenir la chaleur et températures minimales moyennes avoisinent 4 °C. Le ciel est dégagé et clair toute l'année et les journées couvertes restent très rares, si existantes. La température moyenne journalière annuelle avoisine 23,7 °C à In Amenas.[réf. nécessaire]

## Histoire
La commune a été créée à la fin des années 1950 après la découverte des gisements d'hydrocarbures qui ont entrainé le développement d'importantes structures pétrolifères d'huiles et de gaz dès les années 1960.
D'un point de vue toponymique, le nom d'In Amenas d'origine tamachek ne désignait auparavant qu'un point d'eau situé aux confins de l'est du Sahara algérien, dans une zone totalement inhabitée à l'écart des pistes, jusqu'au moment où commença l'ère de la prospection pétrolière.
En 1955, le premier jaillissement du pétrole sur le territoire algérien eut lieu à Edjeleh, à environ 40 km du simple puits d'eau qu'était alors In Amenas. La base industrielle pétrolière d'In Amenas (composée en 1961 des ateliers et bureaux pour les personnels  chargés d'exploiter environ 70 puits majoritairement à huile -pour des réserves alors estimées à 100 millions de tonnes récupérables d'huiles- d'une centrale électrique, d'installations de pompage du pipeline TRAPSA vers la Tunisie), complétée par une base de vie et un aérodrome, fut créée au début des années 1960 par la Compagnie de recherche et d'exploitation pétrolière au Sahara (CREPS), filiale du Bureau de recherche de pétrole (BRP), de la Régie autonome des pétroles (RAP) et de Royal Dutch Shell, pour remplacer la petite base d'Edjeleh Maison-Rouge implantée près du gisement de pétrole d'Edjeleh,. Cette dernière était devenue trop excentrée par rapport aux sites d'extraction et d'exploitation d'hydrocarbures — Zarzaïtine, Alrar et Tiguentourine — mais surtout une rectification de frontière entre l'Algérie et la Libye avait placé une partie de la base, l'aérodrome et sa piste en territoire libyen, même si le gisement d'Edjeleh restait en territoire algérien. Ce point étant cependant contesté par les experts, les nouveaux bornages ne « changeant rien à la souveraineté des gisements » et des infrastructures industrielles ; de toute façon avec la nouvelle « borne G » implantée au milieu de la base de Maison-Rouge la vie et les déplacements des personnels seraient devenus impossibles puisque tributaires des contrôles des autorités locales libyennes.
Depuis 2006, l'exploitation des gaz à condensat autour d'In Amenas est menée par le consortium associant l'entreprise nationale algérienne Sonatrach, British Petroleum et Statoil.

## Attentat de Tiguentourine
Le 16 janvier 2013 au matin, la base de vie du site d'exploitation située sur le site gazier de Tiguentourine (à 45 km à l'ouest d'In Amenas) est attaquée par des terroristes se revendiquant venir du nord du Mali qui prennent en otages une quarantaine d'employés occidentaux de nationalités diverses et font deux morts. Cette action, qui se déroule dans le contexte du Conflit malien de 2012-2013 et de l'Opération Serval menée par la France depuis le 11 janvier, est plus tard revendiquée par des membres de la brigade Al-Mouthalimin. La brigade se réclame de l'Algérien Mokhtar Belmokhtar, un ancien chef local d'Aqmi et auparavant du Groupe salafiste pour la prédication et le combat (GSPC). Elle aurait quitté le nord du Mali par le Niger dès les premières actions françaises et aurait mené son raid de 1 700 km sans être repérée,.

## Démographie
Selon le recensement général de la population et de l'habitat de 2008, la population de la commune d'In Amenas est évaluée à 7 385 habitants contre 5 286 en 1998.

### Pyramide des âges
| Hommes | Classe d’âge | Femmes |
| ------ | ------------ | ------ |
| 0,04   | 80 ans et +  | 0,07   |
| 0,26   | 70 à 79 ans  | 0,19   |
| 0,97   | 60 à 69 ans  | 0,38   |
| 3,49   | 50 à 59 ans  | 1,52   |
| 5,81   | 40 à 49 ans  | 4,13   |
| 8,11   | 30 à 39 ans  | 6,42   |
| 12,67  | 20 à 29 ans  | 8,52   |
| 11,09  | 10 à 19 ans  | 10,33  |
| 13,61  | 0 à 9 ans    | 11,97  |
| 0,27   | nd           | 0,14   |

| Hommes | Classe d’âge | Femmes |
| ------ | ------------ | ------ |
| 0,27   | 80 ans et +  | 0,21   |
| 0,74   | 70 à 79 ans  | 0,43   |
| 1,4    | 60 à 69 ans  | 0,94   |
| 2,42   | 50 à 59 ans  | 1,8    |
| 5,41   | 40 à 49 ans  | 3,77   |
| 8,18   | 30 à 39 ans  | 6,66   |
| 10,96  | 20 à 29 ans  | 9,64   |
| 10,84  | 10 à 19 ans  | 9,79   |
| 13,58  | 0 à 9 ans    | 12,67  |
| 0,17   | nd           | 0,11   |

## Administration
| Période                                  | Période  | Identité | Étiquette | Qualité |
| ---------------------------------------- | -------- | -------- | --------- | ------- |
|                                          | en cours |          |           |         |
| Les données manquantes sont à compléter. |          |          |           |         |

## Économie
Selon le contrat initial Sonatrach-British Petroleum (BP) datant de 1998, l'accord concerne le développement de quatre gisements de gaz humide — sur les sites de Tiguentourine, Hassi Farida, Hassi Ouan Abechu et Ouan Taredert —, avec traitement et expédition de la production (environ 50 000 barils de condensat et GPL et près de 30 millions de m3 de gaz naturel par jour) vers le centre de collecte d'Ohanet. En 2003, BP vend 50 % de ses parts au Norvégien Statoil, la vente est approuvée l'année suivante par l'État algérien, et le site entre en production en 2006.
En 2010, le site d'In Amenas produit 50 000 barils par jour de condensats de gaz naturel ainsi que 9 milliards de m3 de gaz naturel par an soit 12 % de la production nationale de gaz. In Amenas est connecté par un gazoduc de 973 km de long à Hassi R'Mel, autre site gazier algérien situé plus au nord et par un pipeline de 776 km jusqu'au port de Skhira dans le golfe de Gabès en Tunisie pour l'évacuation du pétrole, notamment via le gazoduc Transmed de la compagnie italienne Ente nazionale idrocarburi. Le site représente 18 % des exportations gazières de l'Algérie.
In Amenas est le point de départ de l'oléoduc In Amenas-Haoud El Hamra (près de Hassi Messaoud) et du gazoduc In Amenas-Hassi Messaoud construit dès 1958,.

## Transports
In Amenas est desservie par la route nationale 3. Une série de routes conduisant vers les centres de production et les puits pétroliers et  vers les bases de vie se raccordent à cet axe. Le centre-ville est situé à 3 kilomètres à l'ouest de l'aéroport de Zarzaïtine - In Amenas.